# يوجين بروك
يوجين بروك (بالإنجليزية: Eugene Brock) هو سياسي أمريكي، ولد في 6 مايو 1853 في الولايات المتحدة، وتوفي في 24 ديسمبر 1911 في الولايات المتحدة. حزبياً، نشط في الحزب الجمهوري. وقد انتخب عضو مجلس نواب واشنطن.